# Mike Hedges
Mike Hedges é um reputado engenheiro de som e produtor musical britânico.
Começou a sua carreira no Morgan Studios em Londres no fim dos anos 70. A sua primeira grande colaboração foi com a banda The Cure logo com o primeiro single da banda, "Killing An Arab". Pouco tempo depois abriu o seu próprio estúdio, perto de Camden Town, onde continuou a trabalhar com os The Cure assim como os The Associates e Siouxsie & The Banshees.
Posteriormente trabalhou com artistas tais como U2, Dido, Sarah Brightman, Manic Street Preachers, Travis, Texas, The Beautiful South.